# HVAR
HVAR (High Velocity Aircraft Rocket), även känd under smeknamnet Holy Moses, var ett amerikanskt raketvapen som konstruerades under andra världskriget.

## Utveckling
Efter att ha tagit del av de brittiska proven med RP-3-raketer beslutade USA:s flotta sommaren 1942 att snabbt utveckla ett eget raketvapen baserat på en raketomotor som höll på att utvecklas vid Caltech. Den första varianten 3,5-tums FFAR hade ingen stridsladdning utan i stället en 9 kg tung stålspets avsedd att slå igenom ubåtsskrov. Avsaknaden av stridsladdning gjorde den dock ineffektiv mot andra typer av mål och därför utvecklades varianten 5-tums FFAR där stålspetsen var utbytt mot en 127 mm artillerigranat. Den vägde dock mer än dubbelt så mycket vilket gjorde raketen långsam och svår att sikta med på grund av den krökta projektilbanan. För att komma tillrätta med det problemet fick ingenjörerna vid Caltech i uppdrag att utveckla en kraftigare raketmotor med samma diameter som stridsspetsen (5 tum). Den nya raketmotorn var tillräckligt kraftig för att få upp raketen i överljudsfart.
Under Koreakriget insåg man att HVAR inte klarade av att slå ut tunga stridsvagnar som IS-2. För att råda bot på det utvecklade flottans vapenforskningsstation China Lake i Mojaveöknen en 165 mm (6,5 tum) stridsladdning med riktad sprängverkan för HVAR. Försedd med den stridsspetsen gick raketen under namnet ATAR (Anti-Tank Aircraft Rocket).

## Användning
HVAR blev klar precis i tid att användas under landstigningen i Normandie i juni 1944. Laddningen kunde slå igenom mer än 1 meter tjock betong och var därför effektiv mot bunkrar och andra befästningar. Över en miljon HVAR-raketer tillverkades under andra världskriget och produktioner fortsatte fram till 1955 då den ersattes av Zuni-raketer. Även under Koreakriget användes HVAR-raketer i stor omfattning. ATAR-raketer användes också under Koreakriget, men eftersom de hade kortare räckvidd än HVAR och stridsvagnar var relativt små mål ansågs napalm vara ett effektivare vapen mot stridsvagnar.